# Makoto Rindo
Makoto Rindo (林堂 眞 Rindo Makoto?, nacido el 21 de noviembre de 1989 en Osaka) es un futbolista japonés que se desempeña como defensa.

## Trayectoria

### Clubes
| Club            | País  | Año         |
| --------------- | ----- | ----------- |
| Ventforet Kofu  | Japón | 2012 - 2013 |
| Gainare Tottori | Japón | 2013        |
| Ehime FC        | Japón | 2014 -      |

## Estadística de carrera

### J. League
| Club            | Año   | J. League | J. League | Copa J. League | Copa J. League | Total | Total |
| Club            | Año   | Part.     | Goles     | Part.          | Goles          | Part. | Goles |
| --------------- | ----- | --------- | --------- | -------------- | -------------- | ----- | ----- |
| Ventforet Kofu  | 2012  | 0         | 0         | -              | -              | 0     | 0     |
| Ventforet Kofu  | 2013  | 0         | 0         | 3              | 0              | 3     | 0     |
| Gainare Tottori | 2013  | 24        | 2         | -              | -              | 24    | 2     |
| Ehime FC        | 2014  | 34        | 2         | -              | -              | 34    | 2     |
| Ehime FC        | 2015  | 42        | 1         | -              | -              | 42    | 1     |
| Ehime FC        | 2016  | 42        | 3         | -              | -              | 42    | 3     |
| Ehime FC        | 2017  | 39        | 1         | -              | -              | 39    | 1     |
| Total           | Total | 181       | 9         | 3              | 0              | 184   | 9     |